# Samuel Gerson
Samuel Norton "Sam" Gerson (Timki, Imperi Rus, 30 de novembre de 1895 - Filadèlfia, Pennsilvània, 30 de setembre de 1972) va ser un lluitador ucraïnès de naixement, però estatunidenc d'adopció, especialista en lluita lliure, que va competir a començaments del segle xx.
El 1920 va prendre part en els Jocs Olímpics d'Anvers, on va guanyar la medalla de plata en la competició del pes ploma del programa de lluita lliure en perdre la final contra Charles Ackerly.